# کلیسای واسیلی (پسکوف)

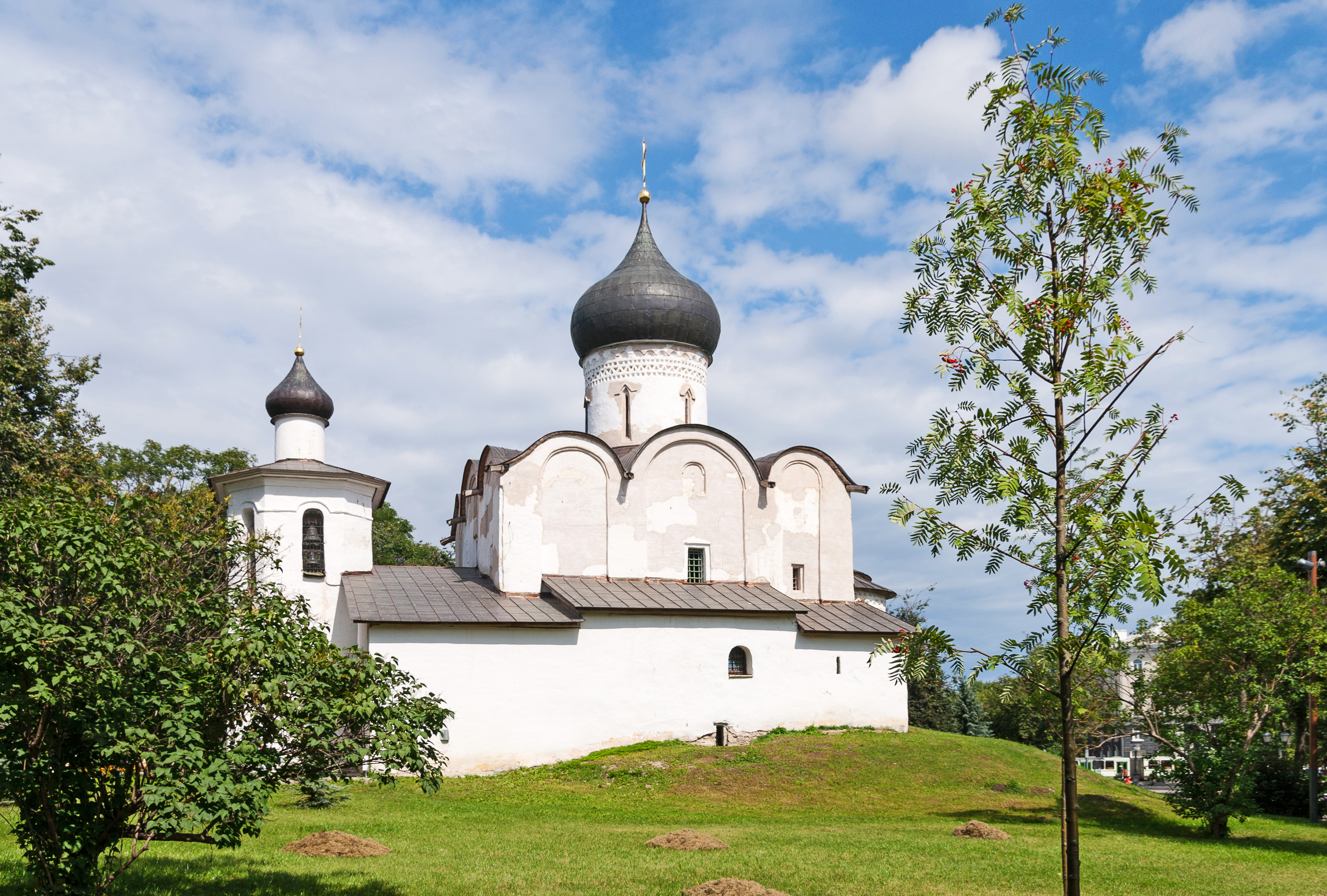

کلیسای واسیلی (به روسی: Церковь Василия на Горке) یا کلیسای سنت واسیلی بزرگ در گورکا یک کلیسای ارتدکس در شهر پسکوف است که در تپه واسیلیفسکایا در شهر میانی قرار دارد. این بنا یکی از آثار معماری مربوط به قرون پانزدهم و شانزدهم میلادی است.
محراب اصلی این کلیسا به نام واسیلی بزرگ تقدیس شده است.

## ساختار
این کلیسا دارای سه آپسیس و طاق‌های پلکانی است. آپسیس‌های کلیسا و گنبد آن با نوارهای سه‌گانه‌ای از فریزهای تزئینی پوشیده شده‌اند که ویژگی مشترک بیشتر کلیساهای مکتب معماری پسکوف در آن دوران است. نقش و نگار این فریزها از عناصر نووگورودی گرفته شده و به صورت سه نوار تکرارشونده چیده شده‌اند که تأثیر معماری مسکو را نشان می‌دهد. این کلیسا دارای چهار ستون و قوس‌های متقاطع بلند است و یک تالار اصلی به همراه دو نمازخانه فرعی در بخش‌های شمالی و جنوبی دارد. در ابتدا، حجم اصلی بنا دارای پوششی منحنی بود، اما بعدها به پوشش چهارشیبی تغییر یافت.

## تاریخچه

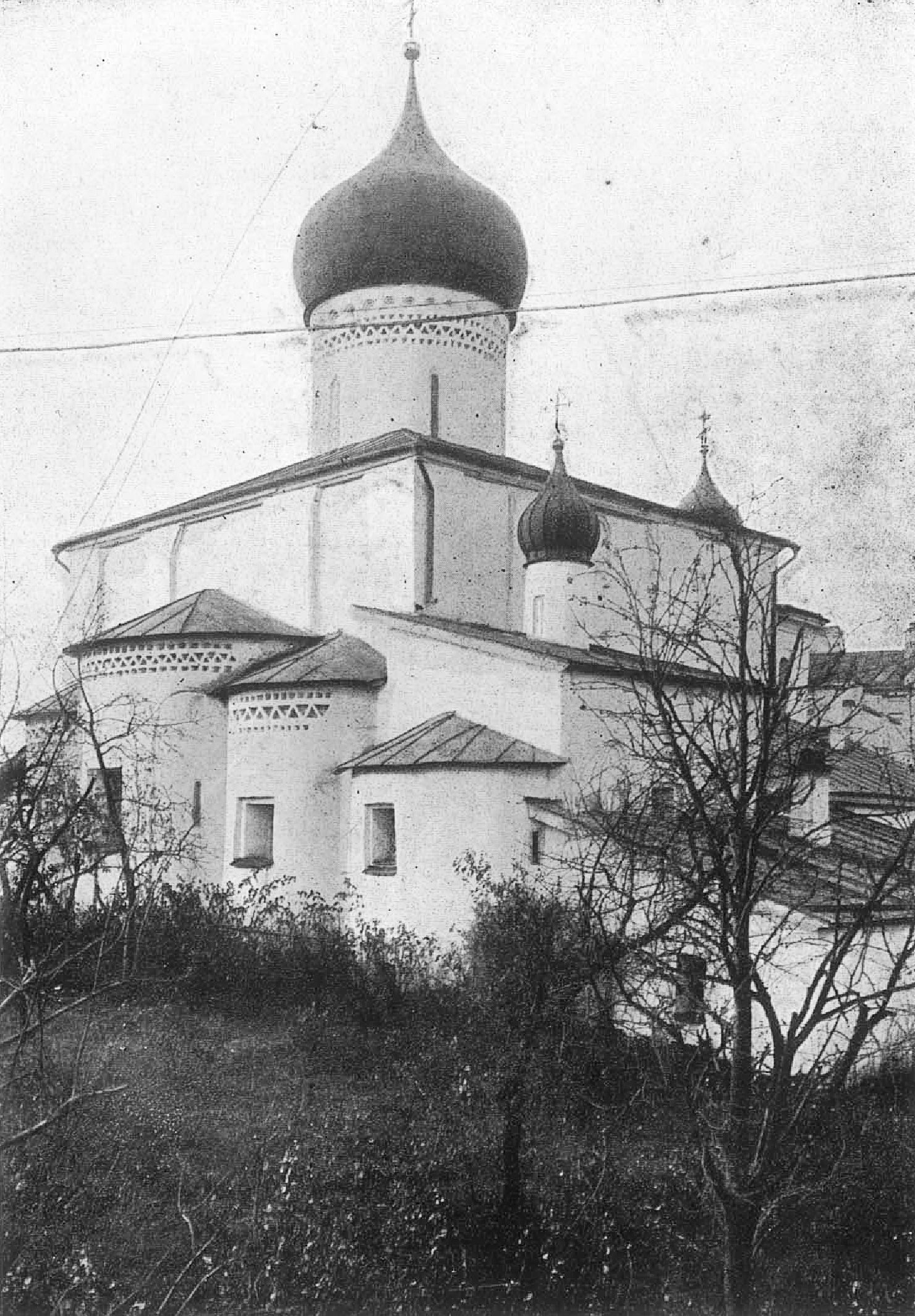
عکسی از اوایل قرن بیستم

نخستین کلیسای ساخته‌شده در این مکان، یک بنای چوبی بود که در قرن چهاردهم روی تپه‌ای در منطقه‌ای باتلاقی و در کنار نهر زراچکا (که امروزه پر شده است) بنا شد. در سال ۱۳۷۵، دیوار شهر میانی در امتداد این نهر ساخته شد و روبه‌روی کلیسا، برج واسیلیفسکایا برپا گردید. بر فراز این برج ناقوس‌خانه‌ای قرار داشت که در آن ناقوسی معروف به ناقوس هشدار آویخته شده بود که در هنگام خطر، کل شهر را از وقوع تهدید آگاه می‌کرد.